# W90-Mattenschans
De W90-Mattenschans (Duits: W90-Mattensprunganlage) is een skischans in het Oostenrijkse Ramsau am Dachstein.

## Geschiedenis
De schans werd in 1995 gebouwd en vier jaar later vond op deze schans de wereldkampioenschappen noords skiën 1999 plaats. Op 11 januari 1998 werd de enige wereldbekerwedstrijd schansspringen gehouden. Sinds 1998 vinden regelmatig wedstrijden plaats in het kader van de wereldbeker noordse combinatie, de schans is tevens een trainingscentrum van de Oostenrijkse skibond (ÖSV).